# Ландвер

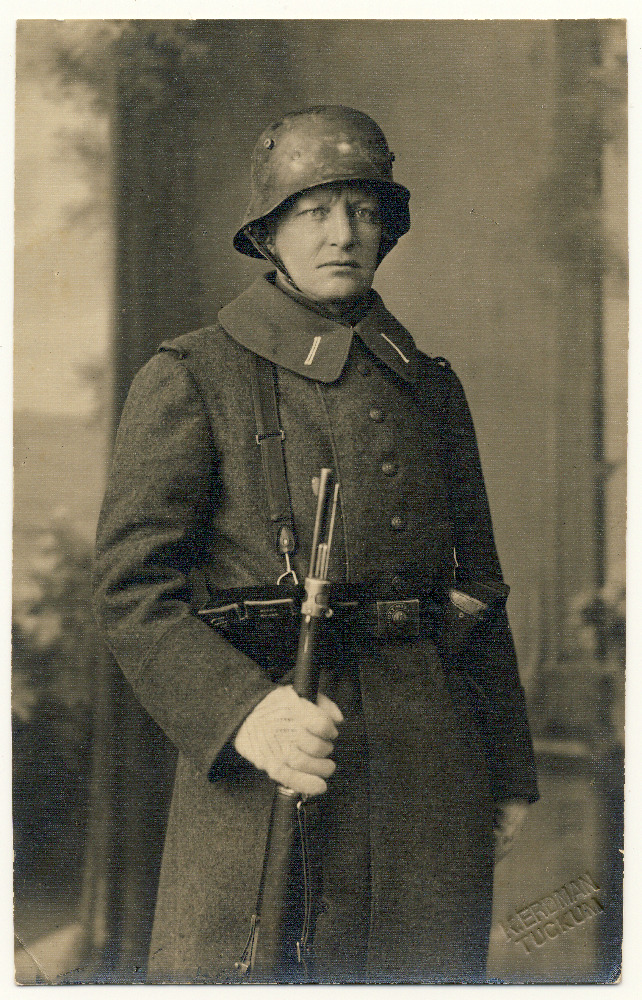
Вояк Балтійського ландверу.

Ландвер (нім. Landwehr від Land — земля, країна і Wehr — захист, оборона) — категорія військовозобов'язаних запасу II черги та військові формування в Австро-Угорській імперії, Пруссії, Німецькій імперії, і Швейцарії XIX — початку XX ст. Започаткований в імперській Австрії 1808 року. 1813-го ландвером у Пруссії позначали допоміжне військо, яке формували військові округи на підтримку регулярних Збройних сил. Австрія у грудні 1866-го надала ландверу статус другочергових частин зі збереженням постійних кадрів в мирний час. Під час баталій Першої світової війни перетворений на війська 1-ї лінії. За часів Третього Рейху відповідно до закону 1935 року до ландверу було віднесено військовозобов'язаних у віці 35—45 років.

## Пруссія
У Пруссії ландвер було зорганізовано під час Наполеонівських воєн, від 1813 року, відколи прусси приєдналися до антифранцузької коаліції, та з'явилася необхідність організувати сили й поза межами кадрів регулярної армії фінансові можливості утримання якої на той час були обмеженими. Окрім того, попри гучні заяви про «ентузіазм населення щодо руху за свободу», до державного війська вдалося зібрати лише 22 тисячі добровольців.
Кожна провінція мала здійснити призов чоловіків у віці від 17 до 40 років у кількості яку вона була здатна спорядити у похід. Структурно утворював правильно організовану народну міліцію, позбавлену будь-яких партизанських тенденцій і покликану боротися поруч з полками регулярної армії. Ландвер був виставлений у кількості майже рівній мобілізованій армії — 120 тис. осіб. Складав 149 батальйонів піхоти і 113 ескадронів кавалерії (до 1815 року — 209 батальйонів, 174 ескадрони).
Початково ландверу довелося діяти за умов великої незабезпеченості матеріальними засобами. Наявні запаси поглинула регулярна армія. Рушниці отримали лиш одна-дві третини складу: перша, іноді друга шеренга ландверних батальйонів мала рушниці у той час, як третя шеренга мала виключно піки. Ландверні кінні ескадрони не мали шабель; озброєння становили списи. Початково подібні частини отримували легші завдання — блокаду та облогу зайнятих французами фортець, та поступово сформувалися, спорядилися, зміцніли та в 1814 р., а особливо у 1815 році являли собою вже грізну силу. Згідно з переказами саме ландвер першим увірвався до Лейпцигу під час битви народів. Опісля реформи уніформи 1817-го відрізнявся від решти піхотних полків наявністю ландверського хреста; на емблемах саме цих військ уперше з'явився популярний згодом девіз-гасло «З Богом за Короля та Вітчизну».
Після наполеонівських воєн Пруссія обрала шлях по організації збройної сили, що обумовлювався, з одного боку, фінансовим та економічним виснаженням країни, а з іншого — необхідністю мати у своєму розпорядженні армію достатньої чисельності. На Пруссію були спрямовані сподівання німців інших земель, які жадали об'єднання Німеччини, що могло бути досягнуто лише шляхом кривавої боротьби. Але у мирний час військове міністерство не могло утримувати понад 125 тис. війська, цього було замало при його зіткненні хоча б з одним з могутніх сусідів — Австрією, Росією чи Францією. Тож ландвер, у кількості близько 50 тис., було залишено до реформи 1860 року відколи його було значно скорочено та призначено виключно для служби в тилу.